# Roger Bonvin

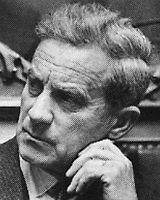
Bundesrat Roger Bonvin im Nationalrat

Roger Bonvin (* 12. September 1907 in Icogne; † 5. Juni 1982 in Sitten; heimatberechtigt in Icogne, Lens, Chermignon und Nendaz) war ein Schweizer Politiker (CVP) aus dem Kanton Wallis. Als Bundesrat (1962–1973) stand er sowohl dem Finanz- und Zolldepartement (1962–1968) als auch dem Verkehrs- und Energiewirtschaftsdepartement (1968–1973) vor und amtierte 1967 und 1973 als Bundespräsident.

## Berufliche Laufbahn

Roger Bonvin (ganz rechts) mit seinen Kollegen 1972 auf dem sommerlichen Bundesratsreisli

Bonvin besuchte die Kollegien in Sitten und Einsiedeln und absolvierte ein Studium im Bauingenieurwesen an der ETH Zürich, das er 1932 abschloss. Er war 1932–1934 als Ingenieur am Bau der Staumauer Grande Dixence beteiligt. 1935 arbeitete er bei der Abteilung für Landestopographie und 1936 bis 1943 beim Baudepartement des Kantons Wallis. Von 1943 bis 1949 war Bonvin Leiter des kantonalen Amtes für den Schutz der Arbeitnehmer. Von 1949 bis 1955 war er als Ingenieur am Bau des Staudamms Mauvoisin beteiligt.
Bonvin war Oberst bei der schweizerischen Gebirgsbrigade 10. Er rief im April 1943 – damals noch als Hauptmann – zusammen mit Rodolphe Tissières zur Steigerung der körperlichen Leistungsfähigkeit die Patrouille des Glaciers ins Leben.

## Politische Ämter

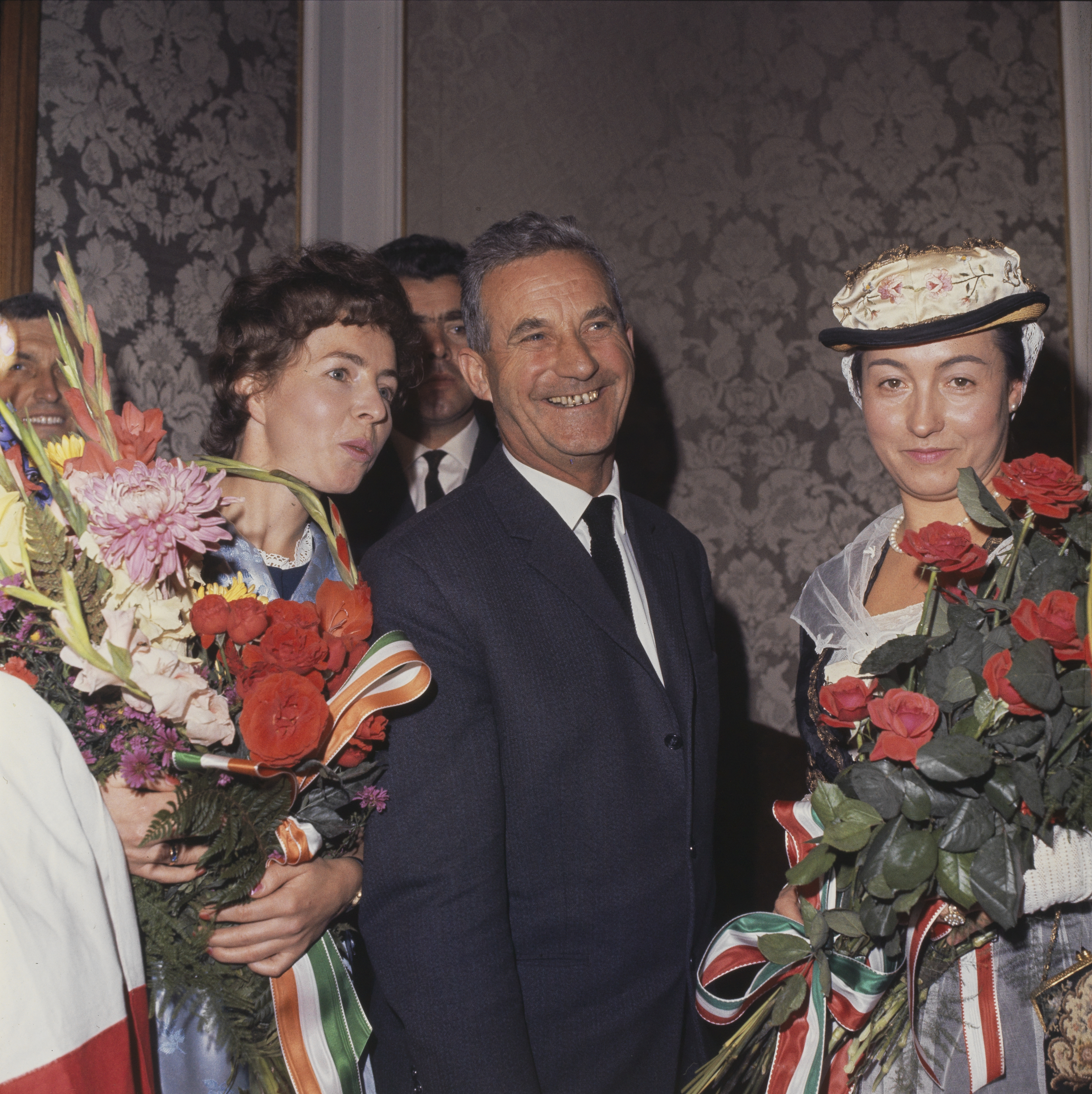
Roger Bonvin nach seiner Wahl in den Bundesrat 1962.

Roger Bonvin stellte sich erst mit 40 Jahren für ein politisches Amt in Sitten zur Verfügung. Er wurde Gemeinderat (1948–1962) und folgte Georges Maret zuerst als Vizepräsident (1953–1955) und dann als Stadtpräsident (1955–1962) nach. Im Kantonsparlament vertrat er den Bezirk Sitten als Grossrat (1957–1962). Bereits 1955 erfolgte seine Wahl in den Nationalrat. Bei der Ersatzwahl von Bundesrat Jean Bourgknecht schlug Bonvin am 27. September 1962 den offiziellen Kandidaten und wurde im fünften Wahlgang in den Bundesrat gewählt. Er übernahm am 1. Oktober 1962 das Finanz- und Zolldepartement. Zu einem Departementswechsel kam es am 1. Juli 1968, als er in das Verkehrs- und Energiewirtschaftsdepartement wechselte. Seine Wiederwahl als Bundesrat erfolgte 1963, 1967 und 1971. Er war 1966 und 1972 Vizepräsident des Bundesrates und stand dem Regierungskollegium 1967 und 1973 turnusgemäss als Bundespräsident vor. Am 1. Oktober 1973 gab der Vizepräsident des Bundesrates, Ernst Brugger, den Rücktritt von Bundespräsident Roger Bonvin und der Bundesräte Hans-Peter Tschudi und Nello Celio auf den 31. Dezember 1973 bekannt.
Bonvin spielte eine wesentliche Rolle beim Bau des Furka-Basistunnels. Dieser wurde 20 Tage nach seinem Tod eröffnet. Er war nach Josef Escher der zweite Walliser Bundesrat und zugleich der erste, der auch als Bundespräsident amtierte.

## Wahlergebnisse in der Bundesversammlung
- 1962: Wahl in den Bundesrat mit 142 Stimmen (absolutes Mehr: 114 Stimmen)
- 1963: Wiederwahl als Bundesrat mit 169 Stimmen (absolutes Mehr: 96 Stimmen)
- 1965: Wahl zum Vizepräsidenten des Bundesrates mit 214 Stimmen (absolutes Mehr 112 Stimmen)
- 1966: Wahl zum Bundespräsidenten mit 181 Stimmen (absolutes Mehr: 96 Stimmen)
- 1967: Wiederwahl als Bundesrat mit 151 Stimmen (absolutes Mehr: 89 Stimmen)
- 1971: Wiederwahl als Bundesrat mit 164 Stimmen (absolutes Mehr: 107 Stimmen)
- 1971: Wahl zum Vizepräsidenten des Bundesrates mit 131 Stimmen (absolutes Mehr: 89 Stimmen)
- 1972: Wahl zum Bundespräsidenten mit 174 Stimmen (absolutes Mehr: 97 Stimmen)